# Мор, Долан
Долан Мор (исп. Dolan Mor; род. 30 января 1968, Пинар-дель-Рио) — кубинский поэт и прозаик.

## Биография
С 1999 года проживает в Испании (Сарагоса).

## Творчество
Склонен к литературным мистификациям, изобретению авторов-гетеронимов, их псевдобиографий, псевобиблиографий и т. п. (критики сближают его в этом плане с Фернандо Пессоа). Отмечен несколькими национальными и международными премиями, стихи переведены на ряд европейских языков.

## Произведения
- Плагиат Бостернага/El plagio de Bosternag (2004)
- Истории Джонатана Кавера/ Las historias de Jonathan Cover (2005, новеллы)
- Seda para tu cuello (2006)
- Бабочки Набокова/ Nabokov’s Butterflies (2007, премия провинции Арагон)
- Клонированные стихотворения Энни Боулд/ Los poemas clonados de Anny Bould (2008)
- Книга с двумя полюсами/ El libro bipolar (2009, поэтическая премия Святой Изабель Португальской, Сарагоса)
- Невеста Витгенштейна/ La novia de Wittgenstein (2010, Международная поэтическая премия Баркарола)
- El idiota entre las hierbas (2010)
- La dispersión (2010)
- Poemas míos escritos por otros (2012)

## Антологии
- Antología de la poesía cubana del exilio/ Odette Alonso, ed. Valencia: Aduana Vieja Editorial, 2011